# 小行星2637
小行星2637（2637 Bobrovnikoff）是一颗绕太阳运转的小行星，为主小行星带小行星。该小行星于1919年9月22日发现。
該小行星以美國天文學家尼古拉斯·T·波布羅夫尼科夫（Nicholas T. Bobrovnikoff）命名。

## 轨道参数
小行星2637的轨道半长轴为2.2550935 UA，离心率为0.235。
| 前一小行星： 小行星2636 | 小行星列表 | 後一小行星： 小行星2638 |